# Radonice (Divišov)
Radonice jsou místní částí městyse Divišova a nachází se 5 km na východ od Divišova u soutoku řeky Sázavy a Blanice. Součástí vesnice je i zemědělská osada Dolany a Krupičkův mlýn.

## Historie
První písemná zmínka o vesnici pochází z roku 1404.

## Turistika
Vzhledem k lokalizaci vesnice mezi řeku Blanici a Sázavu, její blízkost k dálnici D1 je oblast velice oblíbená chalupáři, houbaři a turisty vůbec. Vede jí cyklotrasa Posázavská trasa č. 19 a nedaleko se nachází turistické stezky vedoucí směrem na nedaleký hrad Český Šternberk, Vlašim, Divišov a Kácov. U obce se nachází několik chatových osad.